# هرب (أحور)

تعديل مصدري - تعديل

تجمع هرب هو "تجمع بدوي" في عزلة أحور بمديرية أحور التابعة لمحافظة أبين، بلغ تعداد سكانها 335 نسمة حسب تعداد اليمن لعام 2004.